# Fronte di Grenville
Il Fronte di Grenville è una caratteristica geologica del Canada orientale, che separa il Cratone Superiore dalle rocce dell'orogenesi di Grenville. È una vasta zona tettonica dello Scudo canadese, che si estende dalla costa settentrionale del Lago Huron attraverso l'Ontario e il Québec fino al Labrador, una distanza di circa 1.900 km.